# 今富信至
今富 信至（いまとみ のぶゆき、1974年10月19日 - ）は、日本の実業家。
2010年よりルート株式会社の代表取締役を務める。2021年、事業構想大学院大学卒業。

## 経歴

### 出生・大学時代
大阪府寝屋川市で育つ。肉体労働家庭が多い下町育ち。毎月、母親が父親の給与袋を開け使用用途に応じて札を分けている姿を見て置かれている環境やお金の大事さを肌で学ぶ。毎月1度駅前の中華料理店へ外食する事が楽しみであった。宮尾すすむの「あぁ日本の社長」というテレビのコーナー番組を見て社長になることを志す。

### 会社員時代
専門学校に通い税理士免許の取得を目指すものの、職業自体が自身の肌に合わないのではと考え全経簿記上級を取得したものの道をあきらめる。旭屋書店のアルバイト時代にたくさんの本を読みふける日々を送るなか、リクルートのアルバイト情報誌フロムエーの営業マンが店へ頻繁に立ち寄る姿を見て気になり、求人広告の営業なら様々な社会の世界を覗き見できるのでは考え応募し関連会社のフロムエー関西へ入社。灰皿が飛び交うくらい口論をし、経営目標の為にはどんなことをしてでも達成するという事務所内のフロアに圧倒されるも、ここで勝ち抜けばどこでもやっていけると思い新人の中でMVPなどを多数受賞する。その後、タウンワークの関西版立ち上げなど様々な業務を歴任し2009年9月末に退社。